# Brassaiopsis phanrangensis
Brassaiopsis phanrangensis är en araliaväxtart som beskrevs av C.B.Shang. Brassaiopsis phanrangensis ingår i släktet Brassaiopsis och familjen Araliaceae. Inga underarter finns listade.